# Inga Tarnawska
Inga Tarnawska (ur. 22 marca 1974) – polska lekkoatletka, (sprinterka), mistrzyni i reprezentantka Polski.

## Kariera sportowa
Była zawodniczką Śląska Wrocław (do 1997), AZS-AWF Wrocław (1998) i Błękitnych Osowa Sień (1999).
Na mistrzostwach Polski seniorek na otwartym stadionie zdobyła cztery medale: złoty w biegu na 400 metrów w 1997, srebrny w biegu na 400 metrów w 1999, brązowy w biegu na 400 metrów w 1995 oraz brązowy w sztafecie 4 x 400 metrów w 1998). W halowych mistrzostwach Polski seniorek zdobyła trzy medale: srebrny w biegu na 200 metrów w 1994, srebrny w biegu na 400 metrów w 1997 i brązowy w biegu na 400 metrów w 1998.
Czterokrotnie reprezentowała Polskę na zawodach Pucharu Europy, w sztafecie 4 x 400 metrów: w 1995 zajęła 8. miejsce w zawodach Superligi, w 1997 3. miejsce w zawodach 1 Ligi, w 1998 3. miejsce w zawodach 1 Ligi, w 1999 8. miejsce w zawodach Superligi.
Rekordy życiowe:
- 200 m – 24,54 (09.06.1996)
- 400 m – 53,71 (21.06.1997)
- 400 m ppł – 61,82 (28.08.1999)